# Beroepseconomie
Beroepseconomie is een schoolvak, dat in sommige studierichtingen van het technisch secundair onderwijs (TSO) en beroepssecundair onderwijs (BSO) geprogrammeerd wordt. Meestal staat het op het programma van het laatste jaar. Sommige scholen richten het ook in als facultatief (bijkomend) vak. Het geeft de afgestudeerden volgens de vestigingswet het recht om (in hun vakgebied) in Vlaanderen' een zelfstandige zaak te beginnen. Zij behalen door het slagen in dit vak immers het getuigschrift bedrijfsbeheer. 

## Onderwerpen
Het vak beroepseconomie bestaat vooral uit een serie onderdelen:

### Bedrijfsorganisatie
De organisatiestructuur laat zien hoe de taken over de medewerkers en de afdelingen of groepen verdeeld wordt.
De organisatieprocedures tonen hoe, waar en wanneer de werkzaamheden uitgevoerd worden binnen de gekozen organisatiestructuur.
Een profitorganisatie:
- is zelfstandig.
- wil winst maken door productie en/of verkoop van goederen en diensten.
- de ondernemer draagt het risico.

Een Non-profitorganisatie: de gemeenschap draagt het risico. Voorbeelden: ziekenhuizen, scholen, sociale werkplaatsen, sociale / culturele verenigingen en instellingen.

### Ondernemingsvormen
- Eenmanszaak :komt het meest voor; de ondernemer is eigenaar en aansprakelijk.
- Vennootschap (NV, BVBA, coöperaties): twee of meer personen zijn gezamenlijk aansprakelijk onder één firmanaam Ieder is slechts  aansprakelijk voor een deel van het risico. Men kan meer mensen en kapitaal bij elkaar brengen dan bij een eenmanszaak.
- EBVBA : Eenpersoons besloten Vennootschap met Beperkte Aansprakelijkheid: ondernemersbezit en privébezit kunnen juridisch gescheiden worden.

Indeling naar grootte van de onderneming
- KMO : Kleine en Middelgrote Ondernemingen
- Grote ondernemingen

### Arbeidsovereenkomst
| Arbeiderscontract                                 | Bediendencontract                                      |
| ------------------------------------------------- | ------------------------------------------------------ |
| na korte proeftijd in dienst                      | na lange proeftijd in dienst                           |
| korte opzegtermijn                                | langere opzegtermijn                                   |
| gedeeltelijke werkloosheid bij te weinig werk kan | gedeeltelijke werkloosheid bij te weinig werk kan niet |
| slechts enkele dagen betaald bij ziekte           | één maand betaald bij ziekte                           |

Overeenkomsten van beperkte duur
- vervangingsovereenkomst: als vervanger van een andere werknemer
- studentenovereenkomst: vakantie- of studiejob
- uitzendarbeid: via een uitzendbureau
- contract voor bepaald duur: voor een bepaald werk of een bepaalde tijd

Deeltijdse arbeid is als je minder uren per week werkt als de normale norm
- zelfde arbeidsreglementering en sociale zekerheid (in verhouding met de prestaties)
- heeft voorrang als een voltijdse arbeidsplaats vrijkomt.

### Sociale zekerheid
De sociale zekerheid omvat vier afdelingen:
- de kinderbijslag
- de ziekte - en invaliditeitsverzekering
- pensioenen
- werkloosheid

Er zijn drie stelsels van sociale zekerheid:
- de loontrekkenden
- de zelfstandigen
- de ambtenaren

Financiering van de sociale zekerheid voor de loontrekkenden:
- bijdragen van het brutoloon van de werknemer afgehouden, globale bijdrage: 13.07%
- bijdragen van de werkgevers, globale bijdrage: 24,87%

De totale globale bijdrage 37.94%

### Verdere onderwerpen
Behalve bedrijfsorganisatie komen verder aan bod:
- Aankoopbeleid,
- Kostprijsberekening,
- Marketing,
- Ontwerp,
- Planning